# O Homem Que Engarrafava Nuvens
O homem que engarrafava nuvens é um documentário brasileiro lançado em 2009, dirigido por Lírio Ferreira.

## Sinopse
Este documentário conta a trajetória do compositor Humberto Teixeira, que fez dupla com Luiz Gonzaga, criador do baião. Produzido pela filha Denise Dumont, conta com depoimentos, entre outros, de Gilberto Gil, Caetano Veloso, Bebel Gilberto, Daniel Filho e Elba Ramalho.

## Participações (em ordem alfabética)[1]
- Alceu Valença
- Anselmo Duarte
- Assis Vaqueiro
- Azulão
- Banda Cabaçal dos Irmãos Aniceto
- Bebel Gilberto
- Belchior
- Caetano Veloso
- Calé Alencar
- Carmélia Alves
- Cego Antônio
- Cego Geová
- Cego Oliveira
- Chico Buarque
- Chico Freitas
- Cordel Fogo Encantado
- Cristiano Câmara
- Dalton Vogler
- Dalva de Oliveira
- Daniel Filho
- David Byrne
- Denise Dumont
- Dona Edith
- Elba Ramalho
- Teixeira Júnior
- Fausto Nilo
- Forró in the Dark
- Gal Costa
- Gilberto Gil
- Ilka Soares
- Ivanira Teixeira
- Lenine
- Lirinha
- Margarida Jatobá/Margarida Teixeira/Margot Bittencourt (atriz e pianista)
- Maria Bethânia
- Marlene Teixeira
- Mauro Refosco
- Mestre Aldenir
- Mestre Expedito
- Miho Hatori
- Muniz Sodré
- Nirez (Miguel Ângelo de Azevedo)
- Nonato Luís
- Orquestra Sanfônica
- Os Mutantes
- Otacílio
- Otto
- Patativa do Assaré
- Pedro Bandeira
- Raimundo Fagner
- Raul Seixas
- Ricardo Cravo Albin
- Senador Inácio Arruda
- Sivuca
- Tárik de Souza
- Wagner Tiso
- Zeca Pagodinho

## Números musicais[1]
Os shows para o filme foram realizados no Teatro Rival Petrobrás - Rio de Janeiro e no Joe's Pub e Nublu - Nova Iorque. Muitas musicas são de gravações em arquivos:
- "Adeus Maria Fulô"

(Sivuca e Humberto Teixeira)
Editora Musical Nossa Terra Ltda. / Fermata do Brasil
Intérpretes:
Miriam Makeba - Warner Music Brasil Ltda da Warner Music Group
Gal Costa e Sivuca - ao vivo
Os Mutantes - Universal Music Ltda.
- "As aventuras de Raul Seixas na cidade de Thor"

(Raul Seixas)
Editora: Warnel Chappell
Intérprete:
Raul Seixas - Universal Music Ltda.
(aparece com Marília Gabriela)
- "Asa Branca"

(Luiz Gonzaga e Humberto Teixeira)
Editora: Rio Musical Ltda. / Fermata do Brasil
Intérpretes:
Caetano Veloso - ao vivo
Maria Bethânia - ao vivo
David Byrne - “Asa Branca - White Wing” - ao vivo
Raul Seixas - ao vivo
Orquestra Sanfônica da Paraíba - ao vivo
- "Assum Preto"

(Luiz Gonzaga e Humberto Teixeira)
Editora: Rio Musical Ltda. / Fermata do Brasil
Intérpretes:
Gal Costa - Universal Music Ltda.
Azulão - ao vivo
- "Baião"

(Luiz Gonzaga e Humberto Teixeira)
Editora: Addaf
Intérpretes:
Alceu Valença - ao vivo
Luiz Gonzaga - Sony BMG
4 Azes e 1 Curinga - EMI Music Brasil Ltda
- "Baion de Ana (Anna)"

(Armando Travaiole e Francesco Giordano – versão Wilian Engvick)
Intérprete:
Silvana Mangano - ao vivo
- "Baião de Dois"

(Luiz Gonzaga e Humberto Teixeira)
Editora: Addaf / Todamérica Música Ltda
Intérprete:
Caetano Veloso - ao vivo
- "Baião de São Sebastião"

(Humberto Teixeira)
Editora: Rio Musical Ltda. / Fermata do Brasil
Intérprete:
Luiz Gonzaga - Sony BMG
- "Balada para Denise"

(Humberto Teixeira)
Good Ju-Ju
Intérprete:
Evaldo Gouvêa
- "Benzim"

(Humberto Teixeira)
Editora: Rio Musical Ltda. / Fermata do Brasil
Intérpretes:
Denise Dummont e Margarida Jatobá - ao vivo
Nonato Luiz - Letra e Música Comunicação Ltda
- "Bim Bom"

(João Gilberto)
Editora: Wanner Chappel
Intérprete:
João Gilberto
- "Cariri"

(Luiz Gonzaga e Humberto Teixeira)
Editora: Rio Musical Ltda. / Fermata do Brasil
Intérprete:
Lenine - ao vivo
- "Baião" (Ca-room pa pa)

(Luiz Gonzaga e Humberto Teixeira – versão Ray Gilbert)
Intérprete:
Carmem Miranda
- "Deus me perdoe"

(Lauro Maia e Humberto Teixeira)
Editora: Sony BMG / Irmãos Vitalle
Intérpretes:
Ciro Monteiro
Zeca Pagodinho - ao vivo
- "Dono dos teus olhos"

(Humberto Teixeira)
Editora: Todamérica Música Ltda.
Intérprete:
Nonato Luiz - Letra e Música Comunicação Ltda
- "Estrada de Canindé"

(Luiz Gonzaga e Humberto Teixeira)
Editora: Addaf / Todamérica Música Ltda.
Intérprete:
Luiz Gonzaga - Sony BMG
- "Eu sou o Baião"

(Humberto Teixeira)
Editora: Rio Musical Ltda. / Fermata do Brasil
Intérprete:
Carmélia Alves - ao vivo
- "Eu vou pro Ceará"

(Humberto Teixeira)
Editora: Todamérica Música Ltda.
Intérprete:
Nonato Luiz - ao vivo
- "Fogo Pagô"

(Sivuca e Humberto Teixeira)
Editora: Musical Nossa Terra Ltda. / Fermata do Brasil
Intérprete:
Nonato Luiz - Letra e Música Comunicação Ltda
- "Juazeiro"

(Luiz Gonzaga e Humberto Teixeira)
Editora: Rio Musical Ltda. / Fermata do Brasil
Intérpretes:
Peggy Lee - “Wondering Swallow”
Bebel Gilberto - ao vivo
Orquestra Sanfônica da Paraíba - ao vivo
- "Kalu"

(Humberto Teixeira)
Editora: Rio Musical Ltda. / Fermata do Brasil
Intérpretes:
Dalva de Oliveira - EMI Music Brasil Ltda.
Chico Buarque - ao vivo
- "Légua Tirana"

(Luiz Gonzaga e Humberto Teixeira)
Editora: Rio Musical Ltda. / Fermata do Brasil
Intérprete:
Luiz Gonzaga - Sony BMG
- "Mangaratiba"

(Luiz Gonzaga e Humberto Teixeira)
Editora: Rio Musical Ltda. / Fermata do Brasil
Intérprete:
Cordel do Fogo Encantado - ao vivo
- "Meu brotinho"

(Humberto Teixeira)
Editora: Todamérica Música Ltda.
Intérprete:
Francisco Carlos - Sony BMG
- "No meu pé de serra"

(Luiz Gonzaga e Humberto Teixeira)
Editora: Rio Musical Ltda. / Fermata do Brasil
Intérprete:
Gilberto Gil - ao vivo
- "Orélia"

(Humberto Teixeira)
Editora: Universal Music Publishing, MGB Brasil Ltda
Sony BMG
Intérprete:
Otto - ao vivo
- "Paraíba"

(Luiz Gonzaga e Humberto Teixeira)
Editora: Addaf / Todamérica Música Ltda
Intérpretes:
Forró in the Dark - ao vivo
Miho Hatori - ao vivo
Elba Ramalho - ao vivo
- "Qui nem jiló"

(Luiz Gonzaga e Humberto Teixeira)
Editora: Addaf / Editora Musical Brasileira Ltda
Intérprete:
Lenine - ao vivo
- "Quixabeira"

(Cícero Nunes e Humberto Teixeira)
Editora: Addaf / Bandeirantes
Intérprete:
Solon Sales - Warner Music Brasil Ltda - Warner Music Group
- "Respeita Januário"

(Luiz Gonzaga e Humberto Teixeira)
Editora Musical Nossa Terra Ltda. / Fermata do Brasil
Intérprete:
Luiz Gonzaga - Sony BMG
- Sebastiana

(Rosil Cavalcanti)
Editora: Irmãos Vitalle
Intérprete:
Azulão - ao vivo
- "Sinfonia do Café" - 1944

(Humberto Teixeira)
Editora: Mangione, Filhos & Cia Ltda
Intérpretes:
Déo e Côro dos Apiacás acompanhado por Lampião e seus Soldados Musicais - Warner Music Brasil Ltda - Warner Music Group
- "Terra"

(Caetano Veloso)
Editora: Warner Chappel
Intérprete:
Caetano Veloso - ao vivo
- "Vamos Balancear"

(Lauro Maia e Humberto Teixeira)
Editora Musical Nossa Terra Ltda. / Fermata do Brasil
Intérprete:
Helena de Lima - Warner Music Brasil Ltda - Warner Music Group
- "Xanduzinha"

(Luiz Gonzaga e Humberto Teixeira)
Editora Musical Nossa Terra Ltda. / Fermata do Brasil
Intérprete:
Fagner - ao vivo

## Trechos de filmes[1]
- Depoimento Humberto Teixeira - Em Super8

Imagens de Arlindo Barreto
1977
- Agulha no Palheiro

Direção: Alex Viany
1952, Flama Filmes e Cine Produções Fenelon
Cessionária: Flama Filmes
- Anna

Direção: Alberto Lattuada
1951, Carlos Ponti Cinematográfica
Cessionária: Cristaldi Film
- Areias Ardentes - trailer

Direção: J.B. Tanko
1951, Atlântida Cinematográfica
- O Beijo da Mulher Aranha

Direção: Hector Babenco
1985, HB Filmes
- O Cangaceiro

Direção: Lima Barreto
1953, Companhia Cinematográfica Vera Cruz
- Chico Retrato em Preto e Branco

Direção: Flavio Moreira da Costa
1968, Miura Filmes
- O Comprador de Fazendas

Direção: Alberto Pieralisi
1951, Produtora Cinematográfica Maristela
- O Demiurgo

Direção: Jorge Mautner
1972, Kaos Filmes
- É com esse que eu vou

Direção: José Carlos Burle
1948, Atlântida Cinematográfica
- Gal Costa

Direção: Antonio Carlos Fontoura
1970, Canto Claro Produções Artísticas
- Hoje o galo sou eu

Direção: Aluízio T. Carvalho
1957, Lupo Filmes
- Juventude e Ternura

Direção: Aurélio Teixeira
1968, J.B. Produções Cinematográficas
- Mutantes

Direção: Antonio Carlos Fontoura
1970, Canto Claro Produções Artísticas
- Nancy goes to Rio

Direção: Robert Z. Leonard
1950, Metro-Goldwin-Mayer (MGM)
Cessionária: Warner Bros. Entertainment Inc.
- Poesia, Música e Amor

Direção: Fernando Sabino e David Neves
1973, Bem Te Vi Filmes
- Radio Days

Direção: Woody Allen
1987, Orion Pictures Corporation
Cessionária: Metro Goldwin Mayer
- Rebecca

Direção: Alfred Hitchcock
1940, Selznick International Pictures
Cessionária: Buena Vista Television
- Terror e Êxtase

Direção: Antonio Calmon
1980, Artenova Filmes
- Tudo Azul

Direção: Moacyr Fenelon
1951, Flama Filmes
- Vidas Secas

1963, Produções Cinematográficas L.C. Barreto, Produções Cinematográficas Herbert Richers e Nelson Pereira dos Santos Produções Cinematográficas
Cessionária: Regina Filmes